# Amnon
אַמְנוֹן
Amnon (hébreu : אַמְנוֹן) est un personnage du Deuxième Livre de Samuel, qui fait partie de l'Ancien Testament. Il est fils aîné du roi David et d'Achinoam.

## Récit biblique
Amnon, fils du roi David, est violemment attiré par sa demi-sœur vierge Tamar et en tombe malade de chagrin. Son cousin Jonadab, fils de Chamma, lui-même frère de David, s'aperçoit de son chagrin et lui en demande la raison. Amnon déclare qu'il est amoureux de Tamar. Alors Jonadab lui donne l'idée de se faire passer pour malade afin d'amener son père David à lui rendre visite ; il pourra ainsi demander à David de permettre que sa fille Tamar vienne cuisiner chez lui pour le nourrir.
Amnon procède exactement ainsi, le roi accepte et Tamar s'exécute ; elle se rend chez Amnon et confectionne des gâteaux sous ses yeux. Lorsqu'ils sont prêts, Amnon refuse de les manger et ordonne qu'on le laisse seul avec Tamar. Il lui demande alors d'apporter les gâteaux dans sa chambre. Là, au moment où elle lui présente à manger, Amnon la saisit et lui ordonne de coucher avec lui, puis la viole devant son refus. 
Amnon ordonne alors à Tamar de se relever et de s'en aller, mais elle refuse car elle souhaite qu'il l'épouse. Amnon demande à son serviteur de l'expulser et de verrouiller la porte derrière elle. Accablée, Tamar se couvre alors le front de cendres et trouve refuge auprès de son frère Absalom. Après avoir appris le viol, celui-ci demande à Tamar de se taire et de ne plus y penser, mais prend secrètement Amnon en haine. Deux ans plus tard, Absalom fait tuer Amnon par des serviteurs, lors d'un festin auquel il a convié tous les fils du roi.